# 艾弗·布罗迪斯
艾弗·布罗迪斯（英語：Ivor Broadis，1922年12月18日—2019年4月12日），英格兰前男子足球运动员，场上位置是前锋。他曾代表英格兰代表队参加1954年国际足联世界杯，结果队伍止步八强。